# Diễn đàn bốn đại học Đông Á
Diễn đàn 4 trường Đại học Đông Á (BESETOHA) là một diễn đàn nơi mà đại diện của bốn trường Đại học Đông Á là Đại học Bắc Kinh (Trung Quốc), Đại học Quốc gia Seoul (Hàn Quốc), Đại học Tokyo (Nhật Bản) và Đại học Quốc gia Hà Nội (Việt Nam) gặp gỡ để thảo luận về thực trạng và phương hướng tương lai của giáo dục đại học, giáo dục cơ bản và văn hóa giáo dục. Diễn đàn BESETOHA lấy tên từ tên của các trường đại học tham dự (Beijing - Seoul - Tokyo - Hanoi).

## Các phiên họp đã tổ chức
| Lần thứ | Năm                          | Địa điểm                           | Chủ đề |
| ------- | ---------------------------- | ---------------------------------- | --- |
| 1       | Ngày 27 tháng 11 năm 1999    | Đại học Tokyo (Nhật Bản)           | Phía sau một khái niệm mới về văn hóa giáo dục - Sự phục hưng văn hóa trong giáo dục đại học ở châu Á.                              |
| 2       | Ngày 4-5 tháng 11 năm 2000   | Đại học Bắc Kinh (Trung Quốc)      | Nguyên lý kinh tế trong sự du nhập của văn hóa phương Tây vào Đông Á; Khả năng cho một nền văn hóa giáo dục chung giữa các đại học. |
| 3       | Ngày 24-25 tháng 11 năm 2001 | Đại học Quốc gia Hà Nội (Việt Nam) | Các giá trị Đông Á và vận dụng các giá trị Đông Á trong giáo dục đại học.                                                           |
| 4       | Ngày 12-13 tháng 11 năm 2002 | Đại học Quốc gia Seoul (Hàn Quốc)  | Giá trị Đông Á trong xã hội - quá khứ, hiện tại và tương lai                                                                        |
| 5       | Ngày 7-8 tháng 11 năm 2003   | Đại học Tokyo (Nhật Bản)           | Cái nhìn Đông Á từ nhiều góc độ. |
| 6       | Ngày 21-23 tháng 11 năm 2004 | Đại học Bắc Kinh (Trung Quốc)      | Mối quan hệ giữa giáo dục đại học và phát triển văn hoá - văn minh ở Đông Á.                                                        |
| 7       | Ngày 27-29 tháng 11 năm 2005 | Đại học Quốc gia Seoul (Hàn Quốc)  | Phát triển bền vững ở Đông Á; Vai trò của bốn đại học Đông Á.                                                                       |
| 8       | Ngày 3-4 tháng 11 năm 2006   | Đại học Quốc gia Hà Nội (Việt Nam) | Đa dạng văn hóa và phát triển bền vững; Vai trò của giáo dục đại học.                                                               |
| 9       | Ngày 11-12 tháng 11 năm 2007 | Đại học Tokyo (Nhật Bản)           | Đa dạng văn hóa và Giáo dục môi trường.                                                                                             |
| 10      | Năm 2008                     | Đại học Bắc Kinh (Trung Quốc)      | Tạo lập văn hóa chung ở Đông Á |
| 11      | 2009                         | Đại học Quốc gia Seoul (Hàn Quốc)  | Xã hội già hóa bền vững ở châu Á |
| 12      | 2010                         | Đại học Quốc gia Hà Nội (Việt Nam) | Phát triển bền vững đô thị trong bối cảnh toàn cầu                                                                                  |
| 13      | 2011                         | Đại học Tokyo (Nhật Bản)           | Sức mạnh tích hợp tri thức - Vai trò của đại học trong thời đại công nghệ tiên tiến và xã hội toàn cầu                              |
| 14      | 2012                         | Đại học Bắc Kinh (Trung Quốc)      | Tác động của Khoa học & Công nghệ đến Điều kiện và Sự phát triển của Con người                                                      |
| 15      | 2013                         | Đại học Quốc gia Seoul (Hàn Quốc)  | Sự đồng thuận của Châu Á trong giáo dục                                                                                             |
| 16      | 2014                         | Đại học Quốc gia Hà Nội (Việt Nam) | Vai trò của giáo dục đại học đối với tăng trưởng xanh                                                                               |